# فریبرز مجیدی
فریبرز مجیدی (زادهٔ تیر ۱۳۱۹) مترجم و فرهنگ‌نویس ایرانی است.

## زندگی‌نامه
فریبرز مجیدی متولد تیرماه ۱۳۱۹ در مشهد است. او پس از گذراندن سه سال از مقطع تحصیلی دبستان به همراه خانواده به تهران مهاجرت کرد. مقطع دبیرستان را در مدرسهٔ علمیه گذراند و سپس برای ادامهٔ تحصیل وارد دانشسرای عالی شد تا در آنجا فلسفه و علوم تربیتی بخواند. پس از آن بورس تحصیلی به او تعلق گرفت و در مقطع کارشناسی ارشد دانشگاه ابوریحان در رشتهٔ مدیریت آموزشی به تحصیل پرداخت. وی از ۱۳۹۵ تا ۱۳۹۸ رئیس هیئت مدیره انجمن صنفی ویراستاران بود.

## جوایز و افتخارات
در سال ۱۳۸۰ از او برای ترجمهٔ کتاب ایدئولوژی و اتوپیا در جایزهٔ کتاب سال تقدیر به عمل آمد. همچنین ترجمهٔ او از کتاب زیبایی‌شناسی و ذهنیت: از کانت تا نیچه برندهٔ کتاب سال ۱۳۸۶ در بخش فلسفهٔ غرب شد. در همین دوره کتاب
مار و روباه؛ مقدمه‌ای بر منطق با ترجمهٔ او نامزد بخش فلسفهٔ اسلامی این جایزه بود.

### مترجم
- ب‍ن‍ت‍ل‍ی، ج‍ان ادوارد. طرح‍ی ک‍وت‍اه از ت‍اری‍خ ف‍ل‍س‍ف‍ه. بی‌جا: بی‌نا، ۱۳۴۹.
- مانهایم، کارل. ای‍دئ‍ول‍وژی و ات‍وپ‍ی‍ا. ت‍ه‍ران: دان‍ش‍گ‍اه ت‍ه‍ران، ۱۳۵۵. شابک ‎۹۶۴-۴۵۹-۵۲۷-۰
- میشیما، یوکیو. اس‍ب‍ه‍ای ل‍گ‍ام گ‍س‍ی‍خ‍ت‍ه. ت‍ه‍ران: ن‍ش‍ر ق‍طره، ۱۳۷۱.
- کوهن، کارل. دم‍وک‍راس‍ی. ت‍ه‍ران: خ‍وارزم‍ی، ۱۳۷۳.
- گ‍ران‍ت، ج‍ی‍م‍ز پی.. وض‍ع‍ی‍ت ک‍ودک‍ان ج‍ه‍ان ۱۹۹۴. ج‍ی‍م‍ز پ‍ی. گ‍ران‍ت. ت‍ه‍ران: ی‍ون‍ی‍س‍ف (ص‍ن‍دوق ک‍ودک‍ان م‍ل‍ل م‍ت‍ح‍د)، ۱۳۷۳.
- ب‍رگ‍ر، پ‍ی‍ت‍ر و توماس لوکمان. س‍اخ‍ت اج‍ت‍م‍اع‍ی واق‍ع‍ی‍ت: (رس‍ال‍ه‌ای در ج‍ام‍عه‌ش‍ن‍اس‍ی ش‍ن‍اخ‍ت). ت‍ه‍ران: ش‍رک‍ت ان‍ت‍ش‍ارات ع‍ل‍م‍ی و ف‍ره‍ن‍گ‍ی، ۱۳۷۵. شابک ‎۹۷۸-۹۶۴-۴۴۵-۸۹۳-۴
- ت‍ورس، رزا م‍اری‍ا. ت‍رب‍ی‍ت م‍ع‍ل‍م ب‍ه س‍وی ال‍گ‍وی‍ی ت‍ازه ب‍رای آم‍وزش م‍ع‍ل‍م‍ان. ت‍رج‍م‍ه ف‍ری‍ب‍رز م‍ج‍ی‍دی. ت‍ه‍ران: وزارت آم‍وزش و پ‍رورش، پ‍ژوه‍ش‍ک‍ده ت‍ع‍ل‍ی‍م و ت‍رب‍ی‍ت: ی‍ون‍ی‍س‍ف (ص‍ن‍دوق ک‍ودک‍ان س‍ازم‍ان م‍ل‍ل م‍ت‍ح‍د)، واح‍د ان‍ت‍ش‍ارات، ۱۳۷۷.
- وای‍ت، ل‍س‍ل‍ی. ت‍ک‍ام‍ل ف‍ره‍ن‍گ: پ‍ی‍ش‍رف‍ت ت‍م‍دن ت‍ا س‍ق‍وط روم. ن‍وی‍س‍ن‍ده ل‍س‍ل‍ی ا. وای‍ت. ت‍ه‍ران: ن‍ش‍ر دش‍ت‍س‍ت‍ان، ۱۳۷۹. شابک ‎‎۹۶۴-۹۲۸۵۲-۲-۹
- م‍ی‍ل، ج‍ان اس‍ت‍وارت. زن‍دگ‍ی‍ن‍ام‍هٔ خ‍ودن‍وش‍ت ج‍ان اس‍ت‍وارت م‍ی‍ل. ب‍ا م‍ق‍دم‍هٔ ه‍رول‍د ل‍س‍ک‍ی. ت‍ه‍ران: م‍ازی‍ار، ۱۳۸۰. شابک ‎‎۹۶۴-۵۶۷۶-۲۰-۷
- لاری‍ن، خ‍ورخ‍ه. م‍ف‍ه‍وم ای‍دئ‍ول‍وژی. ت‍ه‍ران: وزارت ام‍ور خ‍ارج‍ه، م‍رک‍ز چ‍اپ و ان‍ت‍ش‍ارات، ۱۳۸۰. شابک ‎‎۹۶۴-۳۶۱-۰۳۰-۶
- م‍ورت‍ون، آدام. ف‍ل‍س‍ف‍ه در ع‍م‍ل: م‍دخ‍ل‍ی ب‍ر پ‍رس‍ش‌ه‍ای ع‍م‍ده. ادم م‍ورت‍ون. ت‍ه‍ران: م‍ازی‍ار، ۱۳۸۲. شابک ‎‎۹۶۴-۵۶۷۶-۲۹-۰
- ب‍راون، راب‍رت م‍ک‌آف‍ی. روح آی‍ی‍ن پ‍روت‍س‍ت‍ان. ن‍وش‍ت‍ه راب‍رت م‍ک‌آف‍ی ب‍راون. ت‍ه‍ران: م‍وس‍س‍ه ن‍گ‍اه م‍ع‍اص‍ر، م‍رک‍ز ب‍ی‍ن‌ال‍م‍ل‍ل‍ی گ‍ف‍ت‍گ‍وی ت‍م‍دن‍ه‍ا، ۱۳۸۲. شابک ‎۹۶۴-۷۷۶۳-۱۳-۱
- م‍رت‍وس، ج‍ول‍ی. آم‍وزش ح‍ق‍وق ان‍س‍ان‍ی زن‍ان و دخ‍ت‍ران (اق‍دام م‍ح‍ل‍ی. ت‍غ‍ی‍ی‍ر ج‍ه‍ان‍ی). ب‍ا ه‍م‍ک‍اری ن‍ان‍س‍ی ف‍لاورز، م‍ل‍ی‍ک‍ادات. ت‍ه‍ران: دن‍ی‍ای م‍ادر، ۱۳۸۲. شابک ‎۹۶۴-۷۵۶۷-۰۳-۰
- بووی، اندرو. زی‍ب‍ای‍ی‌ش‍ن‍اس‍ی و ذه‍ن‍ی‍ت: از ک‍ان‍ت ت‍ا ن‍ی‍چ‍ه. آن‍درو ب‍ووی. ت‍ه‍ران: فرهنگستان هنر جمهوری اسلامی ایران، ۱۳۸۵. شابک ‎۹۶۴۸۸۰۲۵۱۳
- هایت، مری رولند. م‍ار و روب‍اه: م‍ق‍دم‍ه‌ای ب‍ر م‍ن‍طق. ت‍ه‍ران: م‍ازی‍ار، ۱۳۸۵.
- ل‍وی‍ن‍س‍ون، ج‍رال‍د. زیبایی‌شناسی فلسفی و تاریخ زیبایی‌شناسی جدید. تهران: فرهنگستان هنر جمهوری اسلامی ایران، ۱۳۸۶. شابک ‎۹۷۸-۹۶۴-۲۹۸۶-۱۸-۷
- بن-آری، ام.. نظریه علمی چیست: کاوشی در ذات علم. تهران: مازیار، ۱۳۸۷. شابک ‎۹۷۸-۹۶۴-۵۶۷۶-۷۹-۵
- جرولد لوینسون. مسائل کلی زیبایی‌شناسی: قسمت اول. تهران: فرهنگستان هنر جمهوری اسلامی ایران، مرکز تألیف، ترجمه و نشر آثار هنری متن، ۱۳۸۷. شابک ‎۹۷۸-۹۶۴-۲۹۸۶-۷۷-۴
- جرولد لوینسون. مسائل کلی زیبایی‌شناسی: قسمت دوم. تهران: فرهنگستان هنر جمهوری اسلامی ایران، مرکز تألیف، ترجمه و نشر آثار هنری متن،۱۳۸۷.
- مانهایم، کارل. مقاله‌هایی دربارهٔ جامعه‌شناسی شناخت. تهران: ثالث، ۱۳۸۹. شابک ‎۹۷۸-۹۶۴-۳۸۰-۷۴۶-۷
- ج‍رول‍د لوینسون. واقع‌گرایی زیبایی‌شناختی. [ویراستار] جرولد لوینسون. تهران: مؤسسه تألیف، ترجمه و نشر آثار هنری، متن، ۱۳۹۰. شابک ‎۹۷۸-۹۶۴-۲۳۲-۱۴۲-۱
- براون، استیون اف. دین‌های جهان: آیین پروتستان. قم: دانشگاه ادیان و مذاهب، نشر ادیان، ۱۳۹۰. شابک ‎۹۷۸-۹۶۴-۲۹۰۸-۴۹-۳
- هال، جان آر و نیتس، مری جو. فرهنگ از دیدگاه جامعه‌شناختی. تهران: صدا و سیمای جمهوری اسلامی ایران، انتشارات سروش، ۱۳۹۰. شابک ‎۹۷۸-۹۶۴-۱۲-۰۰۹۷-۰
- ف‍ره‍ن‍گ ت‍ل‍ف‍ظ ن‍ام‍ه‍ای خ‍اص (ت‍اری‍خ‍ی و ج‍غ‍راف‍ی‍ای‍ی) ه‍م‍راه ب‍ا راه‍ن‍م‍ای ت‍ل‍ف‍ظ ح‍روف لات‍ی‍ن‍ی در ب‍ی‍ش از س‍ی زب‍ان. ت‍ه‍ران: ف‍ره‍ن‍گ م‍ع‍اص‍ر، ۱۳۹۰. شابک ‎۹۶۴−۵۵۴۵−۷۹-X
- گروه دیاگرام. هندبوک فیزیک. ترجمهٔ بهرام معلمی، فریبرز مجیدی. تهران: مازیار، ۱۳۹۰. شابک ‎۹۷۸-۶۰۰-۶۰۴۳-۰۷-۴
- ملوئن، م‍اک‍س ادگ‍ار ل‍وس‍ی‍ن‌. بین‌النهرین و ایران قدیم. تهران: نشر قطره، ۱۳۹۲. شابک ‎۹۷۸-۶۰۰-۱۱۹-۵۸۰-۸
- اس‍ک‍ی‍ن‍ر، ک‍وئ‍ن‍ت‍ی‍ن. بینش‌های علم سیاست. کوئنتین اسکینر. تهران: فرهنگ جاوید، ۱۳۹۳. شابک ‎۹۷۸-۶۰۰-۶۱۸۲-۳۵-۳
- تاونزند، دابنی. فرهنگ‌نامه تاریخی زیبایی‌شناسی. تهران: فرهنگستان هنر جمهوری اسلامی ایران، مؤسسه تألیف، ترجمه و نشر آثار هنری متن، ۱۳۹۳. شابک ‎۹۷۸-۹۶۴-۲۳۲-۲۰۰-۸
- جرولد لوینسون. مسائل کلی زیبایی‌شناسی: قسمت سوم. تهران: فرهنگستان هنر جمهوری اسلامی ایران، مؤسسه تألیف، ترجمه و نشر آثار هنری متن، ۱۳۹۳. شابک ‎۹۷۸-۹۶۴-۲۳۲-۱۹۳-۳
- دیو، ریدر. دلوز. تهران:شرکت انتشارات علمی و فرهنگی، ۱۳۹۶. شابک ‎۹۷۸-۶۰۰-۴۳۶-۲۷۳-۳
- گاتلیب، آنتونی. رؤیای عصر روشنگری: ظهور فلسفه نوین. تهران: مازیار، ۱۳۹۷. شابک ‎۹۷۸-۶۰۰-۶۰۴۳-۹۱-۳

### ویراستار
- ت‍وی‍ن‍ب‍ی، آرن‍ول‍د ج‍وزف و ای‍س‍اک‍و ای‍ک‍دا. ب‍رای ق‍رن ب‍ی‍س‍ت و ی‍ک‍م: گ‍ف‍ت‍گ‍وی دو ف‍رزان‍ه. ترجمهٔ ع. پاشایی [ودی‍گ‍ران]. ت‍ه‍ران: ث‍ال‍ث: مرکز بین‌المللی گفتگوی تمدن‌ها، ۱۳۸۱. شابک ‎۹۷۸-‎۹۶۴-۷۲۳۰-۶۳-۶
- ک‍ان‍ت، ج‍ان. تو می‌توانی اگر؟. ترجمهٔ س‍اق‍ی ب‍اق‍ری‌ن‍ی‍ا (ج‍م‍ش‍ی‍دی). ت‍ه‍ران: ک‍ت‍اب‌س‍را، ۱۳۸۳. شابک ‎‎۹۶۴-۵۸۴۰-۸۲-۱
- ل‍ی‍پ‍س‍ت، س‍ی‍م‍ور م‍ارت‍ی‍ن. م‍ح‍ب‍وب‍ه م‍ه‍اج‍ر، ف‍ری‍ب‍رز م‍ج‍ی‍دی. دای‍ره‌ال‍م‍ع‍ارف دم‍وک‍راس‍ی. ت‍رج‍م‍هٔ ف‍ارس‍ی ب‍ه س‍رپ‍رس‍ت‍ی کامران فانی، ن‍ورال‍ل‍ه م‍رادی. ت‍ه‍ران: وزارت ام‍ور خ‍ارج‍ه، ک‍ت‍اب‍خ‍ان‍ه ت‍خ‍ص‍ص‍ی، ۱۳۸۳. شابک ‎۹۶۴-۳۶۱-۲۳۱-۷
- ولتی، فیلیپ و دیگران. صلح آزادی امنیت. عکسها به اهتمام آندره شیلد. ترجمهٔ فرزین شکوه. تهران: کتابسرا، ۱۳۸۶. شابک ‎۹۷۸-۹۶۴-۵۸۴۰-۳۴-۹